# Colle d'Anchise
Colle d'Anchise è un comune italiano di 735 abitanti della provincia di Campobasso in Molise.

## Origini del nome
Il nome sembra essere stato adattato a quello del padre di Enea a causa della cacofonia dei nomi precedenti, cioè Cornachisio e Coraccisi.

## Storia
Sebbene il primo documento del feudo sia del 1314, il centro fu fondato dai Longobardi (X secolo). Tuttavia sono stati rinvenuti reperti archeologici di epoca sannita del I secolo, conservati a Campobasso.
In epoca medievale fu zona di transito commerciale con la costruzione di un castello.

### Simboli
Lo stemma è stato riconosciuto con D.P.C.M. dell'11 febbraio 1956 e raffigura su fondo azzurro un uomo seminudo, seduto su una roccia fondata in punta, nell'atto di suonare un corno.
Il gonfalone, concesso con D.P.R. dell'8 giugno 1956, è costituito da un drappo di azzurro.

## Monumenti e luoghi d'interesse

### Castello feudale
Sì trova in località Palazzo, e fu di proprietà dei Pandone, Mormile e Tornacelli.
Il castello in realtà era una masseria fortificata con bastioni, a pianta rettangolare a due settori.

### Resti del palazzo ducale
I resti del vero castello di Colle si trovano più in alto nella stessa località. Rimane ben poco e si distingue una torre tagliata in due,i resti di una porta di ingresso e un muro a scarpata. Nell'area interna ci sono 2 pozzi, forse cantine del castellano.

### Chiesa di Santa Maria degli Angeli
Costruita nel 1300, fu chiesa principale della famiglia nobile Di Costanzo che vi fece affiggere gli stemmi. La chiesa all'interno oggi è barocca, con diversi altari: tra questi il più ricco della Madonna del Rosario.
La chiesa è stata completamente rimodellata nella metà del 1800, con stucchi giallini e bianchi: sulla facciata al centro vi è una loggia con la statua della Vergine. Sul campanile vi sono 2 campane e l'orologio pubblico.  La chiesa è alta 20 m.

### Chiesetta di Santa Margherita
Costruita su un tempio sannita,  per cui le colonne furono usate all'interno, la chiesa è stata restaurata in epoca rinascimentale. Ha facciata semplice e campanile a vela.

## Società

### Evoluzione demografica
Abitanti censiti

## Amministrazione
Di seguito è presentata una tabella relativa alle amministrazioni che si sono succedute in questo comune.
| Periodo        | Periodo        | Primo cittadino   | Partito                                  | Carica  | Note  |
| -------------- | -------------- | ----------------- | ---------------------------------------- | ------- | ----- |
| 5 luglio 1985  | 28 maggio 1990 | Angelo Di Paola   | Lista Civica                             | Sindaco | [ 8 ] |
| 28 maggio 1990 | 24 aprile 1995 | Mario Di Petta    | Partito Socialista Democratico Italiano  | Sindaco | [ 8 ] |
| 24 aprile 1995 | 14 giugno 1999 | Remigio Bernardo  | Centro Cristiano Democratico             | Sindaco | [ 8 ] |
| 14 giugno 1999 | 14 giugno 2004 | Remigio Bernardo  | Lista civica                             | Sindaco | [ 8 ] |
| 14 giugno 2004 | 8 giugno 2009  | Antonio Parisi    | Lista civica                             | Sindaco | [ 8 ] |
| 8 giugno 2009  | 26 maggio 2014 | Remigio Bernardo  | Lista civica                             | Sindaco | [ 8 ] |
| 26 maggio 2014 | 27 maggio 2019 | Carletto Di Paola | Lista civica Con voi per Colle d'Anchise | Sindaco | [ 8 ] |
| 27 maggio 2019 | 9 giugno 2024  | Carletto Di Paola | Lista civica Con voi per Colle d'Anchise | Sindaco | [ 8 ] |
| 9 giugno 2024  | in carica      | Carletto Di Paola | Lista civica Insieme per Colle d'Anchise | Sindaco | [ 8 ] |